# Sétimo Sentido
Sétimo Sentido é uma telenovela brasileira produzida e exibida pela TV Globo de 29 de março a 8 de outubro de 1982, em 166 capítulos. Substituiu Brilhante e foi substituída por Sol de Verão, sendo a 28ª "novela das oito" exibida pela emissora.
Escrita por Janete Clair, teve direção de Roberto Talma (também diretor geral), Jorge Fernando e Guel Arraes.
Contou com Regina Duarte, Carlos Alberto Riccelli, Natália do Vale, Cláudio Cavalcanti, Tamara Taxman, Beth Goulart, Eva Todor e Francisco Cuoco nos papéis principais.

## Enredo
Luana Camará é uma marroquina que vem ao Brasil para tentar reaver o patrimônio de sua família, que havia sido roubado pela família Rivoredo, e acaba se apaixonando por Rudi, filho do patriarca dos Rivoredo. Por ser casado com a possessiva Helenice, o envolvimento dos dois torna-se conturbado e Luana resolve se afastar dele e voltar para o Marrocos. Ela manifesta sinais de paranormalidade, assumindo a personalidade de uma atriz italiana falecida, Priscila Capricce. Volta ao Brasil totalmente transformada, extrovertida e sensual. Em nada se parece com Luana, e isso surpreende a todos que a conhecem. No entanto, por alguns períodos, Priscila "deixa" o corpo de Luana e ela consegue cuidar de seus interesses, como tentar reaver os bens que lhe foram tomados. Para isso, tem a ajuda de Danilo, que consegue os documentos que comprovam que o patrimônio dos Rivoredo pertencem legitimamente à família Camará.

## Elenco
| Ator/Atriz              | Personagem                                       |
| ----------------------- | ------------------------------------------------ |
| Regina Duarte           | Luana Camará                                     |
| Regina Duarte           | Priscilla Capricce                               |
| Francisco Cuoco         | Sebastião Bento (Tião Bento)                     |
| Carlos Alberto Riccelli | Rodolfo Bergman Rivoredo (Rudy)                  |
| Natália do Vale         | Sandra Bergman Rivoredo                          |
| Cláudio Cavalcanti      | Danilo Mendes                                    |
| Eva Todor               | Maria Santa Bergman Rivoredo (Santinha Rivoredo) |
| Armando Bógus           | Valério Ribeiro (Vavá)                           |
| Fernando Torres         | Harold Bergman                                   |
| Otávio Augusto          | Jorge Palmeira                                   |
| Tamara Taxman           | Gisela Rezende (Gisa)                            |
| Adriano Reys            | Jean-Piérre Renard                               |
| Myriam Pérsia           | Mapy Hilder                                      |
| Beth Goulart            | Helenice Ramalho de Mello                        |
| Edney Giovenazzi        | Horácio Sampaio                                  |
| Sônia Clara             | Diana Bergman                                    |
| Fernando Eiras          | Henrique Bergman                                 |
| Neuza Caribé            | Uiara Mendes                                     |
| Paulo Guarnieri         | Antônio Bergman Rivoredo (Tony)                  |
| Patrícia Phebo          | Cristina Hilder                                  |
| Miriam Pires            | Carolina                                         |
| Sebastião Vasconcellos  | Elísio Mendes                                    |
| Nicette Bruno           | Sara Mendes                                      |
| Lisa Vieira             | Érika Rezende                                    |
| Edwin Luisi             | Rubens                                           |
| Tânia Boscoli           | Alba Rezende                                     |
| Ênio Santos             | Tomás Rezende                                    |
| Heloísa Helena          | Augusta                                          |
| Jacqueline Laurence     | Célia                                            |
| Reinaldo Gonzaga        | Gilson Pratini                                   |
| Jacyra Silva            | Pérola Sales                                     |
| Jonas Bloch             | Jaime                                            |
| Ruth de Souza           | Jerusa                                           |
| Lajar Muzuris           | Domingos                                         |
| Cássia Foureaux         | Ângela                                           |
| Irma Alvarez            | Vanda                                            |
| Terezinha Sodré         | Rita                                             |
| Nilson Acioly           | Kico                                             |
| Maralise                | Arminda                                          |
| Lícia Magna             | Olga                                             |
| Paulo Vignolo           | Luiz                                             |

### Participações especiais
| Ator/Atriz          | Personagem        |
| ------------------- | ----------------- |
| Carlos Kroeber      | Antônio Rivoredo  |
| Maria Della Costa   | Juliana           |
| Stepan Nercessian   | Belarmino         |
| José Maria Monteiro | Aldo Taglianetti  |
| Yolanda Cardoso     | Carla Taglianetti |
| David Pinheiro      | Padre Gustavo     |
| Izabella Bicalho    | Cila              |
| Monique Alves       | Rosinha           |
| Alessandra de Melo  | Luana (criança)   |

## Música

### Nacional
1. Gilberto Gil - Esotérico
2. Ney Matogrosso - Jeito de Amar (tema de Tião Bento)[1]
3. Mauricio Gasperini - A Cada Momento (tema de Rudi)
4. Gonzaguinha - Ser, Fazer, Acontecer
5. Marina Lima - Charme do Mundo (tema de Sandra)
6. Chico Buarque - As Vitrines (tema de abertura)
7. Rita Lee - Atlântida (tema de Henrique e Harold)
8. Vinícius Cantuária - Coisa Linda (tema de Luana)
9. Djavan - Faltando um Pedaço (tema de Luana e Rudi)
10. Maria Bethânia - Atiraste uma Pedra (tema de Gisa)
11. João Gilberto, Caetano Veloso e Gilberto Gil - Disse Alguém
12. MPB-4 - Magia
13. Cauby Peixoto - Então Tá

### Internacional
1. Elton John - Empty Garden (5:06) (tema de Érika e Rubens)[1]
2. Duran Duran - Anyone out There (3:59)
3. Don McLean - Castles in the Air (3:39) (tema de Ângela e Tony)
4. Ray Parker Jr. - The Other Woman (3:59)
5. Udo Jürgens - Walk Away (3:45) (tema de Luana e Rudi)
6. Mary Wells - Gigolo (3:14)
7. Bianco - Silenzio (2:31)- (tema de Tião Bento)
8. Spirits - Chariots of Fire (3:19) (tema das vinhetas de intervalo e tema dos transes de Luana)
9. Adrian Gurvitz - Classic (3:37) (tema de Danilo e Sandra)
10. War - You Got the Power (3:57)
11. Rod Stewart - How Long? (4:10)
12. Patrick Cowley - Megatron Man (3:57)
13. Michael Henderson - Make it Easy on Yourself (3:42)
14. Danielle - Tristesse (2:46) (tema de Priscila Capricce)

## Audiência
Apesar dos protestos, a novela registrou medianos índices de audiência, fechando com 46 pontos de audiência, superior à antecessora Brilhante, com 45 pontos. O último capítulo da novela obteve 61 pontos de audiência.